# Daisuke Aoki
Daisuke Aoki (青木大介?, Aoki Daisuke; 9 agosto 1984) è un giocatore di football americano giapponese che gioca come kicker.